# Pintor d'Eucàrides
El Pintor d'Eucàrides (grec antic: Εὐχαρίδης) és el sobrenom comú d'un antic artista grec que decorava, però no signava pas, els atuells àtics. No es coneix el seu nom real, ni les dates del seu naixement i mort. Sembla que degué ser alumne del Pintor de Nicòxenos.
El nom, el va introduir al 1911 John Beazley, un historiador clàssic de la Universitat d'Oxford que tenia un interés especial en els atuells àtics. Amb un examen minuciós dels detalls estilístics, Beazley i altres estudiosos reconegueren les peces pintades pel mateix artista. En aquest cas, el sobrenom aprecia l'ús repetit pel pintor anònim d'inscripcions kalós que elogien la bellesa d'un jove. Un got amb la inscripció ΚΑΛΟΣ ΕΥΧΑΡΙΔΕΣ (kalos Eucharides, és a dir, 'Eucàrides és bell') esdevingué la font del nom de l'artista.
El Pintor d'Eucàrides treballà a Atenes en els anys que van des del 500 abans de la nostra era al 470 ae. En aquesta època la tècnica de pintura d'atuells passà de la tècnica de figures negres a la de figures vermelles, un procés que s'atribueix al Pintor d'Andòcides. És per això que, al Pintor d'Eucàrides, se li atribueixen els dos estils. Les seues formes van des de grans craters fins a copes petites. Les escenes, les extrau de la mitologia i de la vida quotidiana.
Moltes de les obres conegudes d'aquest artista es van recuperar de tombes etrusques a Itàlia. Un dels seus gots àtics es va declarar saquejat i fou embargat per l'estat italià.

## Atuells
Arreu del món s'exhibeixen exemples de gots àtics atribuïts al Pintor d'Eucàrides, com ara:
- Museu Getty, Malibu, Califòrnia, Estats Units (núm. 86.ae.227). Gerro d'aigua de figures roges que il·lustra un jove i un tabolaire amb la inscripció epònima.

- Ciutat del Vaticà, Museu Gregorià Etrusc Vaticà (núm. H545) Hídria àtica de figures vermelles que il·lustra una escena de la Ilíada d'Homer, la matança d'Hèctor per Aquil·les.[3] «Vas de l'Arxiu Beazley núm. 202267» (en anglés). [Consulta: 7 abril 2020].«Vas de l'Arxiu Beazley núm. 202267» (en anglés). [Consulta: 7 abril 2020].

- Londres, Museu Britànic (núm. B178). Àmfora àtica de figures negres, que representa Dionís amb heura i càntirs entre sàtirs. (Got de l'Arxiu Beazley núm. 302996).

- París, Museu del Louvre. Àmfora àtica de figures roges decorada amb un sàtir i una mènada.[4]

- Sant Petersburg, Museu de l'Hermitage. (Inv. Núm. Б. 2604). Àmfora de figures roges il·lustrada amb nike amb un trípode.[5]

- Hamburg, Museum für Kunst und Gewerbe. Àmfora de vi de figures roges amb l'assassinat d'Argos Panoptes per Hermes.[6]

- Bremen, Antikenmuseum im Schnoor/ Sammlung Zimmermann. Àmfora pseudopanatenaica de figures negres.

- Copenhaguen, Museu Nacional. Stamnos de figures roges que il·lustren una dona amb un espill, un jove segut que mira un gos. Inscripció. Núm. de base de dades de l'Arxiu Beazley 202230.